# 瑪撒拉

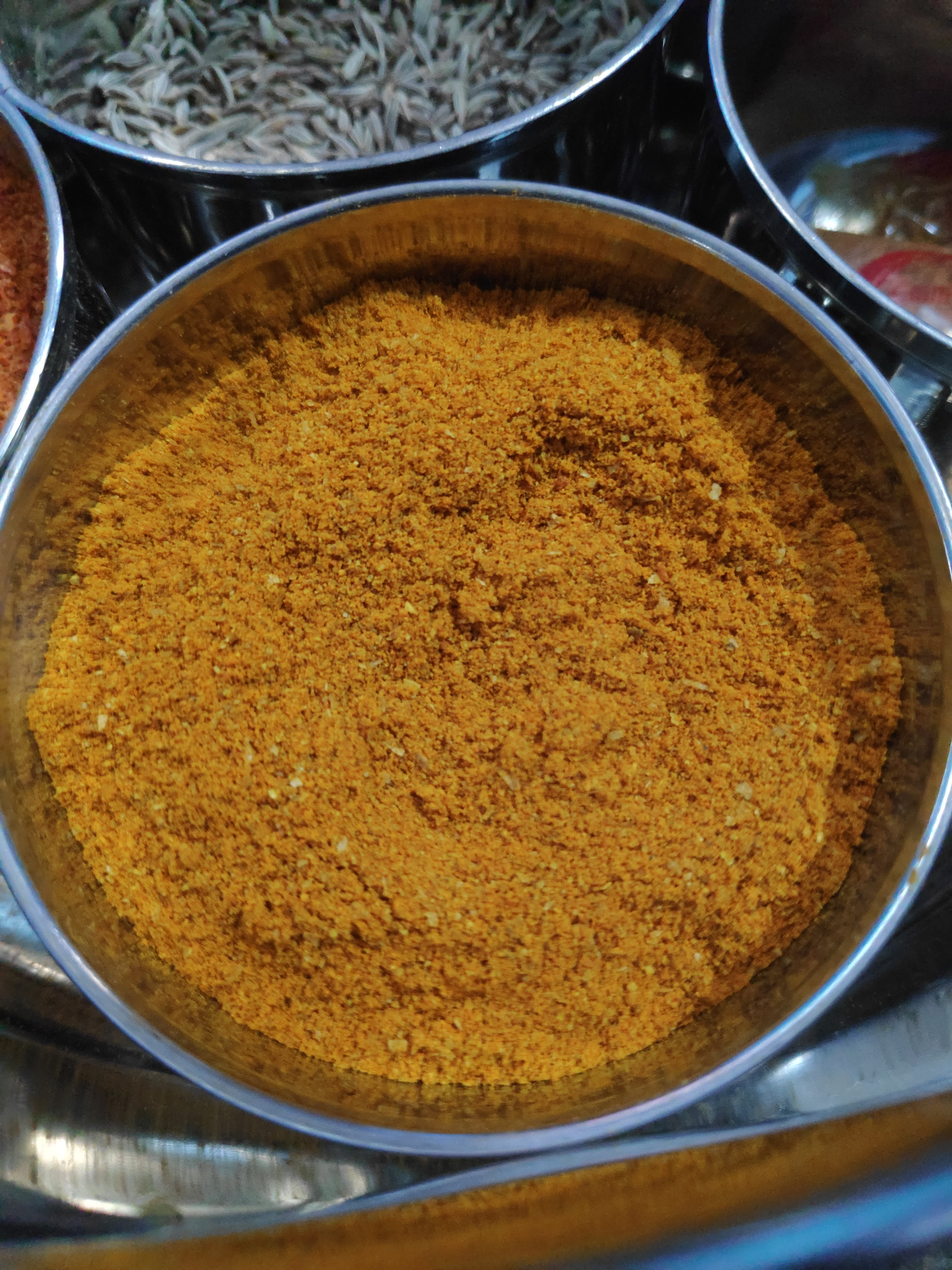
瑪撒拉

瑪撒拉（英語：masala），或譯為馬薩拉、瑪莎拉，是一種由多種香料混合起來的調味料。
馬薩拉其實是一個泛稱，有不同的款式，可以有乾身的、或糊狀的。它的成份亦視乎種類（例如：Garam Masala、Vindaloo Masala等）各有不同，雖然一般都會有大蒜、薑、洋蔥及以印度辣椒製成的醬；其他常見的材料有：茴香、白胡椒、黑胡椒、丁香、肉桂、豆蔻、薄荷葉、阿魏等。它的作用在於為食物增添色香味。葛拉姆馬薩拉常用於咖喱，但咖喱亦有本身獨特的咖喱馬薩拉；Chat Masala用於小吃或水果，還有肉類、魚類等都有各種混合了水果或油的不同馬薩拉。

## 參看
- 瑪撒拉電影
- 印度奶茶